# الإذاعة الكبيرة لعام 1938 (فلم)
الإذاعة الكبيرة لعام 1938 (بالإنجليزية: The Big Broadcast of 1938) هو فيلم تم إنتاجه في الولايات المتحدة وصدر في سنة 1938.

## طاقم التمثيل
- دوروثي لامور
- بوب هوب

### ترشيحات وجوائز
| السنة | الحدث  | الفئة      | النتيجة  |
| ----- | ------ | ---------- | -------- |
|       | أوسكار | أفضل أغنية | فـــــوز |

## وصلات خارجية
- مقالات تستعمل روابط فنية بلا صلة مع ويكي بيانات